# Антоніо Пінто Соарес
Антоніо Луїс Пінто Соарес (ісп. Antonio Luiz Pinto Soares; 1780 — 6 квітня 1865) — костариканський державний і політичний діяч, керівник народного повстання 1842 року, в результаті якого було повалено Франсіско Морасана, сьомий голова держави Коста-Рики.

## Біографія
Уродженець Португалії, його батьки були достатньо заможними. Був морським торговцем. Близько 1810 року оселився у Коста-Риці. У квітні 1813 року одружився з Марією дель Росаріо Кастро Рамірес, від того шлюбу народились п'ятнадцятеро дітей.
Попри службу в армії та звання генерала, Пінто Соарес значну увагу приділяв морській торгівлі й вирощуванню кави. Обіймав посади командувача артилерії, прокурора спеціального трибуналу (1823), заступника командира провінційного дисциплінарного батальйону ополчення, головного внутрішнього коменданта та, зрештою, головного коменданта озброєнь. Перш ніж звільнитись з військової служби, надавав допомогу уряду під час громадянської війни 1835 року. Після того був мером Сан-Хосе.
У вересні 1842 року, коли невдоволення політикою Франсіско Морасана сягнуло піку, а країна опинилась на межі війни з Нікарагуа, Пінто Соарес очолив народне повстання з метою повалення голови держави. У результаті 11 вересня він очолив країну, втім він не жадав влади й поступився посадою Хосе Марії Альфаро Саморі, якого обрали впливові представники найбільших міст держави.
За свого короткого врядування Пінто Соарес відновив відносини з рештою країн Центральної Америки, що їх було зруйновано після приходу Морасана до влади. За такі кроки уряд Сальвадору надав Пінто Соаресу звання дивізійного генерала.
Від вересня 1842 до квітня 1844 року він знову обіймав посаду головного коменданта озброєнь.
Мав значні труднощі у стосунках з адміністрацією президента Хуана Рафаеля Мори Порраса, яка 1851 року звинуватила його в підготовці змови проти уряду. Проти нього та його сина навіть було порушено кримінальну справу, але невдовзі її закрили.